# 蒂蒂塞-诺伊斯塔特
蒂蒂塞-诺伊斯塔特是德国巴登-符腾堡州的一个市镇。总面积89.66平方公里，总人口11935人，其中男性5916人，女性6019人（2011年12月31日），人口密度133人/平方公里。